# Catastrophe du 29 octobre 2019 à Bafoussam
La catastrophe du 29 octobre 2019 à Bafoussam est un glissement de terrain qui s'est produit à Gouatchié, un quartier de Bafoussam dans la région de l'Ouest au Cameroun, situé à environ 1 532 m d'altitude. Il a fait 43 morts et de nombreuses autres victimes.

## La catastrophe

### Contexte et causes
Les habitants de 11 maisons du quartier Gouatchié IV (Gouache) sont surpris vers 22h par un glissement de terrain qui emporte leurs habitations et ensevelit la presque totalité des occupants.

### Déroulement
Les opérations de recherche se sont intensifiées le 30 octobre pour ensuite être arrêtées le 31 octobre 2019,.

### Bilan
On dénombre 43 morts dont 9 non identifiés.

## Réactions

### Secours
Les secours s'organisent en premier par les riverains et proches de victimes, qui, peu ou pas outillés, déblayent les gravats pour retirer un proche, dans l'espoir de sauver des vies. L'aide publique est sous-équipée et le bilan donne peu de personnes ayant survécu au glissement.
Alain Foka, journaliste camerounais réputé et travaillant pour RFI se dit désabusé par la lenteur et les combines qui empêchent la reconstruction et le re-casement des victimes sur le site alors dédié. Avec Samuel Eto'o et d'autres mécènes, ils avaient offert de reconstruire dans les 6 mois après la catastrophe, des cases pour les sinistrés. Il attribue les lenteurs à Roger Tafam, maire de Bafoussam - au sujet des plans - et à d'autres élites telles Sylvestre Ngouchinghe.

### Réactions des officiels
Le gouvernement du Cameroun enregistre quelques réactions officielles de compassion des pays étrangers et institutions internationales. Une délégation de plusieurs ministres (Administration territoriale, Urbanisme et habitat, ...) visitent les lieux et expriment les messages du gouvernement. Les leaders et représentants des partis politiques communiquent leur compassion ou se rendent sur place.
Tandis que les autorités annoncent avoir pris des dispositions pour les victimes, notamment trouver un site de recasement, d'autres personnes se plaignent de la lenteur des aides.

### Médias
La presse camerounaise et internationale couvre largement cette catastrophe et donne des bilans dès les premiers instants.
Les photos et vidéos sont aussi largement diffusées sur les réseaux sociaux. Très présents sur les réseaux sociaux, de nombreux Camerounais expriment de la compassion ; certains de l'humour et d'autres de la haine anti-bamiléké. Ceci  dans un contexte post-électoral chargé de tensions et réflexes communautaires.